# مخطط حرب العراق
حرب العراق - صراع مسلح مطول في العراق استمر من عام 2003 إلى عام 2011، والذي بدأ بغزو العراق من قبل تحالف بقيادة الولايات المتحدة والذي أطاح بالحكومة العراقية لصدام حسين. استمر الصراع لمعظم العقد التالي حيث ظهر تمرد لمعارضة قوات التحالف والحكومة العراقية بعد الغزو. أنسحبت القوات الأمريكية رسميًا في عام 2011. حدث الغزو كجزء من حرب إدارة جورج دبليو بوش على الإرهاب في أعقاب هجمات 11 سبتمبر.

## نظرة عامة على المقالات

التغيرات في السيطرة الإقليمية خلال غزو العراق عام 2003

- حرب العراق
- غزو العراق عام 2003

### نظرة عامة على التقسيمات الفرعية الرئيسية
- مقدمة لحرب العراق
- الأساس المنطقي لحرب العراق
- احتلال العراق (2003–2011)
  - الاحتلال الأمريكي للرمادي
- التمرد العراقي (2003-2011)
- حملة الأنبار (2003–2011)
- الفلوجة خلال حرب العراق
- إعدام صدام حسين (2006)
- الحرب الأهلية العراقية (2006-2008)
- زيادة القوات في حرب العراق عام 2007
- انسحاب القوات الأمريكية من العراق (2007-2011)

### الخطوط الزمنية
- الجدول الزمني لحرب العراق
  - الجدول الزمني لغزو العراق عام 2003
  - الجدول الزمني لزيادة القوات في حرب العراق عام 2007
- الجدول الزمني لنزع سلاح العراق 1990-2003
- التسلسل الزمني لاتهامات مؤامرة صدام والقاعدة

### سنوات في العراق
2003، 2004، 2005، 2006، 2007، 2008، 2009، 2010، 2011

### الخلفية التاريخية
- الحرب الباردة
- الصراع العراقي الكردي
- السياسة الخارجية البريطانية في الشرق الأوسط
  - العلاقات العراقية البريطانية
- السياسة الخارجية للولايات المتحدة في الشرق الأوسط
  - العلاقات العراقية الأمريكية

#### قبل عام 1990
- ثورة 14 يوليو
- ثورة رمضان
- ثورة 17 يوليو
- الثورة الإيرانية
- تطهير حزب البعث عام 1979
- حرب إيران والعراق
  - دعم الولايات المتحدة للعراق خلال الحرب العراقية الإيرانية
  - الدعم البريطاني للعراق خلال الحرب العراقية الإيرانية
    - قضية الأسلحة للعراق ( تقرير سكوت )

  - الهجمات الكيميائية العراقية على إيران
  - حملة الأنفال
  - قضية إيران كونترا

#### 1990–2001
- حرب الخليج (1990-1991)
  - الغزو العراقي للكويت
  - شهادة نيرة
- العقوبات الدولية على العراق (1990-2003)
- الانتفاضات العراقية (1991)
- صراع مناطق حظر الطيران في العراق (1991-2003)
  - عملية توفير الراحة
- اللجنة الخاصة للأمم المتحدة بشأن استخدام العراق لأسلحة الدمار الشامل (1991-1998)
- برنامج النفط مقابل الغذاء (1995-2003)
  - جلسات الاستماع لبرنامج النفط مقابل الغذاء (2004-2005)
- قانون تحرير العراق (1998)
- قصف العراق عام 1998
- هجمات 11 سبتمبر (2001)
  - دوافع هجمات 11 سبتمبر
  - عواقب هجمات 11 سبتمبر
    - تفويض استخدام القوة العسكرية لعام 2001
    - قانون باتريوت
- الحرب على الإرهاب
- هجمات الجمرة الخبيثة عام 2001
- الحرب في أفغانستان (2001–2021)
  - غزو الولايات المتحدة لأفغانستان (2001)

## المشاركون في حرب العراق

### القوة المتعددة الجنسيات – العراق
- قاعدة بلد الجوية
- الفرقة المتعددة الجنسيات - بغداد

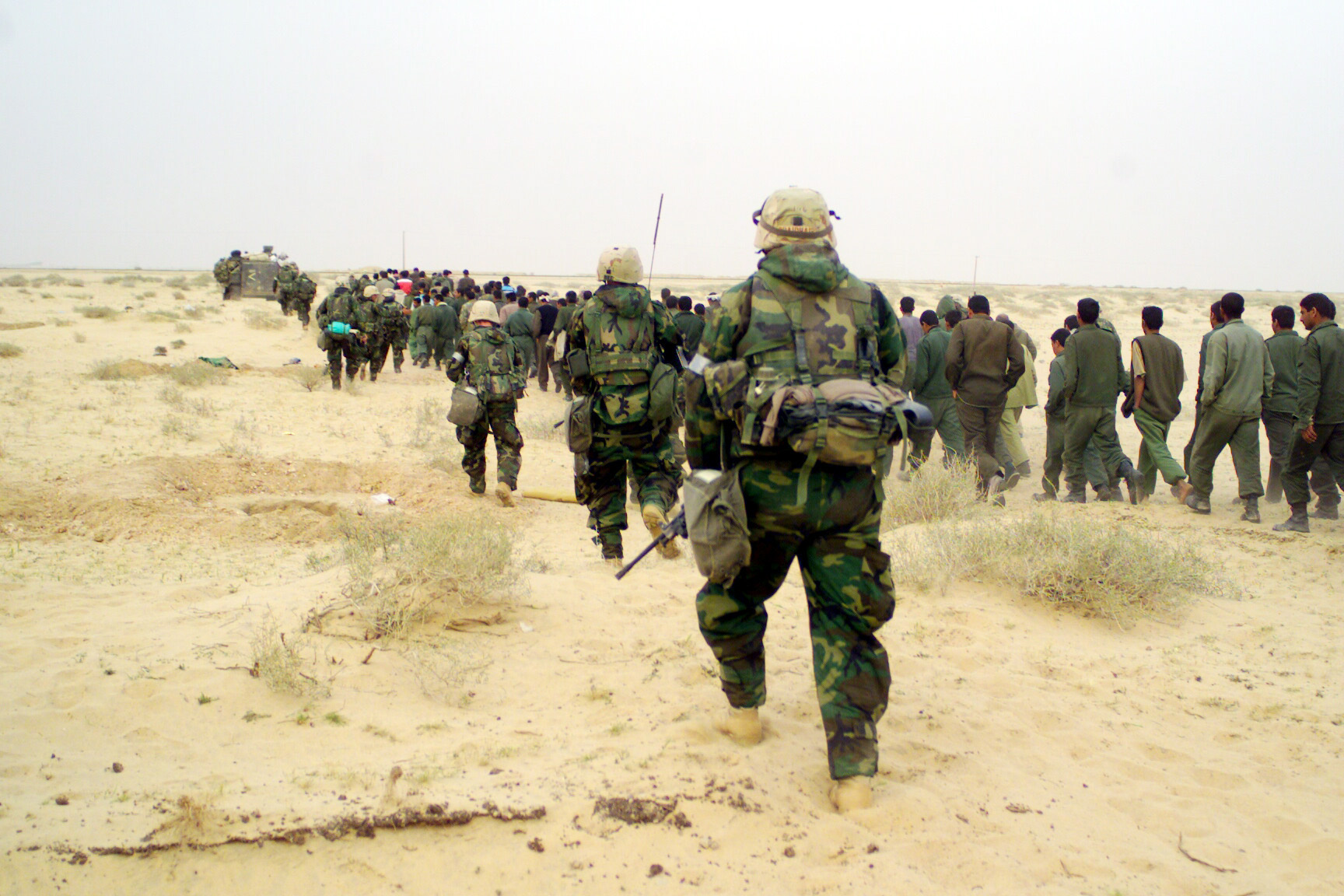
قوات مشاة البحرية الأمريكية ترافق أسرى الحرب العراقيين إلى منطقة احتجاز في الصحراء، 21 مارس 2003.

- القسم المتعدد الجنسيات في المنطقة الوسطى والجنوبية
- الفرقة المتعددة الجنسيات (الجنوب الشرقي)
- القوة المتعددة الجنسيات الغربية
- القيادة الانتقالية الأمنية متعددة الجنسيات – العراق

#### قوات غزو مارس 2003
- United States
  - Foreign policy of the George W. Bush administration
- United Kingdom (until May 2011)
- Australia (until July 2009)
  - Al Muthanna Task Group
- Poland (until October 2008)
  - Polish zone in Iraq

#### مساهمون آخرون
- Denmark (April 2003–2008)
- South Korea (May 2003–2008)
- Italy (July 2003–2006)
- Plus Ultra Brigade (July 2003–2004)[ا]
- Georgia (August 2003–2008)
- Ukraine (August 2003–2008)
- Thailand (September 2003–2004)
- Japan (2004–2006)

### العراق
- Ba'athist Iraq (until April 2003)
- Coalition Provisional Authority (2003–2004)
- Republic of Iraq[ب]

### الجيوش الخاصة
- الميليشيات الخاصة في العراق
- شركة عسكرية خاصة § العراق
  - خدمات الدفاع ايجيس
  - أسجارد – مجموعة الأمن الألمانية
  - بلاك ووتر (شركة)
  - معارك كاستر
  - شركة دينكورب
  - شركة كي بي آر
  - مجموعة موارد الوحدة

### آخرون
- Canada

## مقدمة
- مبادرات السلام العراقية الفاشلة
- قرار مجلس الأمن التابع للأمم المتحدة رقم 1441
- مشروع قرار مشترك بين الولايات المتحدة وبريطانيا وإسبانيا بشأن العراق لعام 2003

### مبررات الغزو

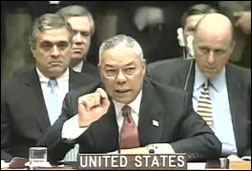
وزير الخارجية الأمريكي كولن باول، يحمل نموذجًا لقارورة تحتوي على الجمرة الخبيثة المسلحة المزعومة أثناء عرض تقديمي في فبراير 2003 في الأمم المتحدة.

- عرض كولن باول أمام مجلس الأمن التابع للأمم المتحدة
- حقوق الإنسان في العراق البعثي
- العراق وأسلحة الدمار الشامل
  - مزاعم وجود مختبرات أسلحة متنقلة عراقية
    - كرة منحنية (مخبر)

  - أزمة نزع السلاح في العراق
  - انابيب الالمنيوم العراقية
  - برنامج الأسلحة البيولوجية العراقي
  - تزوير اليورانيوم في النيجر
- حرب العراق والحرب على الإرهاب
  - ارتباط محمد عطا المزعوم بمدينة براغ
  - نظرية المؤامرة بين صدام والقاعدة

### المرحلة الأولى من التمرد (2003-2006)

#### معارك 2003
- معركة المجر الكبير
- هجوم رمضان (2003)

#### معارك 2004
- كمين الفلوجة عام 2004
- الدفاع عن مبنى محافظة كربلاء
- معركة الفلوجة الأولى
- حصار مدينة الصدر
- معركة الرمادي (2004)
- كمين الجمعة العظيمة 2004[الإنجليزية]
- معركة مطار بغداد الدولي
- معركة الحصيبة (2004)
- معركة داني بوي
- معركة النجف (2004)
- معركة منزل CIMIC[الإنجليزية]
- معركة سامراء (2004)
- معركة الفلوجة الثانية
- معركة الموصل (2004)

### الحرب الأهلية (2006-2008)

#### معارك 2008
- قتال يوم عاشوراء العراقي 2008
- حملة نينوى 2008
- معركة البصرة (2008)
- هجوم القاعدة في العراق عام 2008[الإنجليزية]

### مرحلة التمرد الثانية (2008-2011)
- عملية نذير الرخاء
- غارة أبو كمال 2008
- معركة بستان النخيل

## اقتصاديات حرب العراق
- برنامج الاستجابة للطوارئ للقائد (CERP)
- صندوق تنمية العراق
- الإصلاح الاقتصادي في العراق
- التكلفة المالية لحرب العراق
- مزاعم الاختلاسات المتعلقة بحرب العراق
- الاستثمار في العراق بعد الغزو
- المفتش العام الخاص لإعادة إعمار العراق (SIGIR)
- قوة المهام الدرع

## حقوق الإنسان وجرائم الحرب في حرب العراق
- حقوق الإنسان في العراق بعد الغزو
- الأزمات الإنسانية في حرب العراق

### الخسائر
- ضحايا حرب العراق
  - قائمة بتقارير قتلى قوات الأمن العراقية في العراق
  - قائمة وفيات المقاولين الخاصين في العراق

#### تقديرات الخسائر العراقية
- مسح صحة الأسرة في العراق (2008)

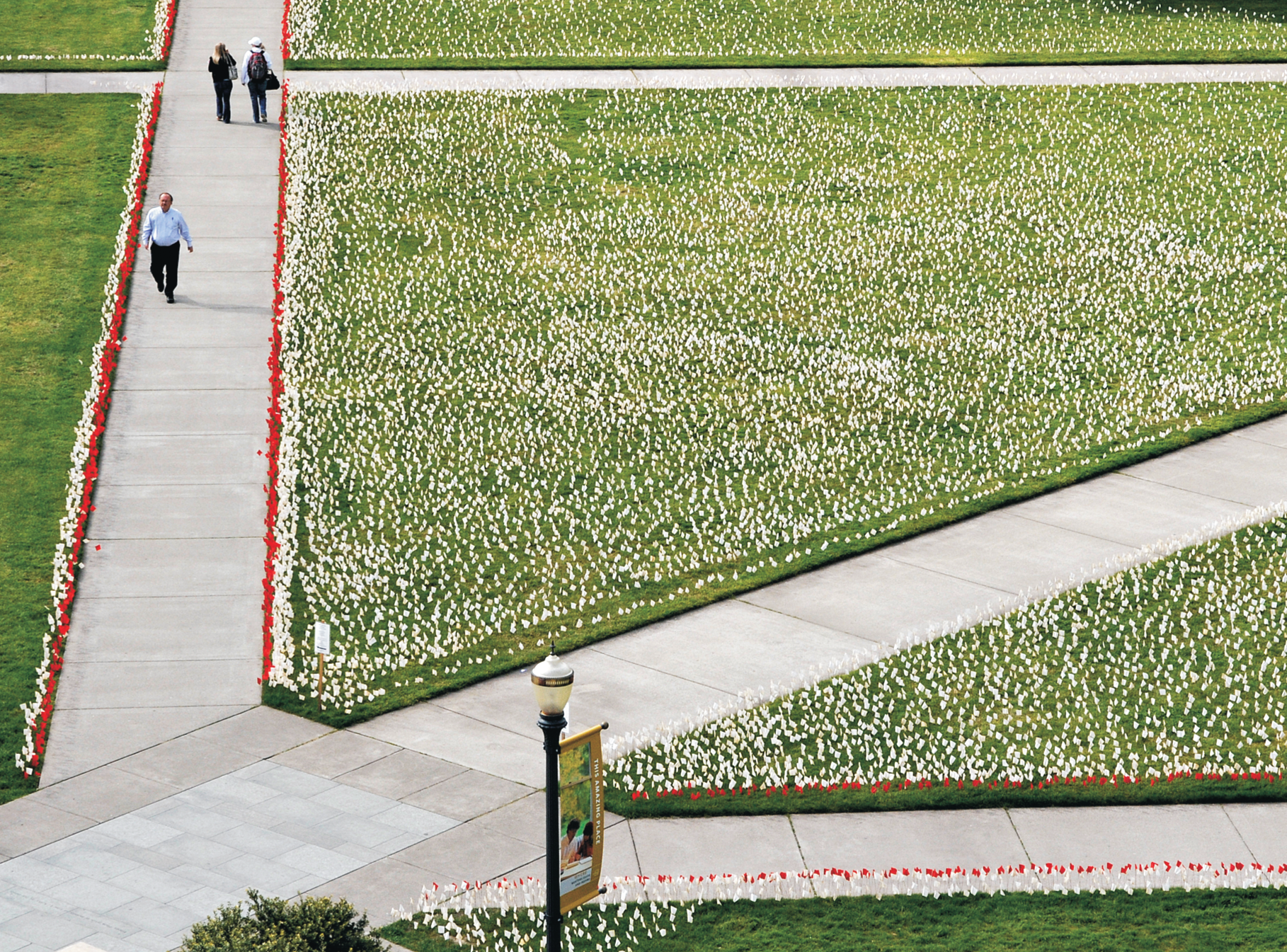
أعلام بيضاء وحمراء، تمثل القتلى العراقيين والأمريكيين على التوالي، موضوعة في ساحة مكتبة فالي العشبية في حرم جامعة ولاية أوريغون. (مايو 2008)

- استطلاعات لانسيت لضحايا حرب العراق (2004، 2006)
- مشروع إحصاء جثث العراقيين (2003-2011)
- مسح مكتب التحقيقات الفيدرالي لضحايا حرب العراق (2007، 2008)

### الأسلحة الكيميائية
- قصف الكلور في العراق
- ذخائر الفوسفور الأبيض § استخدامها من قبل القوات الأمريكية في العراق

### مرض
- تفشي الكوليرا في العراق عام 2007

### الرهائن والاختطاف
- الرهائن الأجانب في العراق
- مجموعة عمل الرهائن

#### احتجاز الرهائن واختطافهم من قبل المتمردين
- اختطاف جنود أمريكيين في العراق في يونيو 2006
- اختطاف جنود أمريكيين في العراق (مايو 2007)
- اختطاف دبلوماسيين روس في العراق
- أزمة رهائن صانع السلام المسيحي
- اختطاف أنجيلو ديلا كروز
- أزمة الرهائن في نيبال

#### احتجاز الرهائن واختطافهم من قبل قوات التحالف
- اختطاف جلال شرفي
- غارة أمريكية على مكتب الارتباط الإيراني في أربيل

### السجون والتعذيب

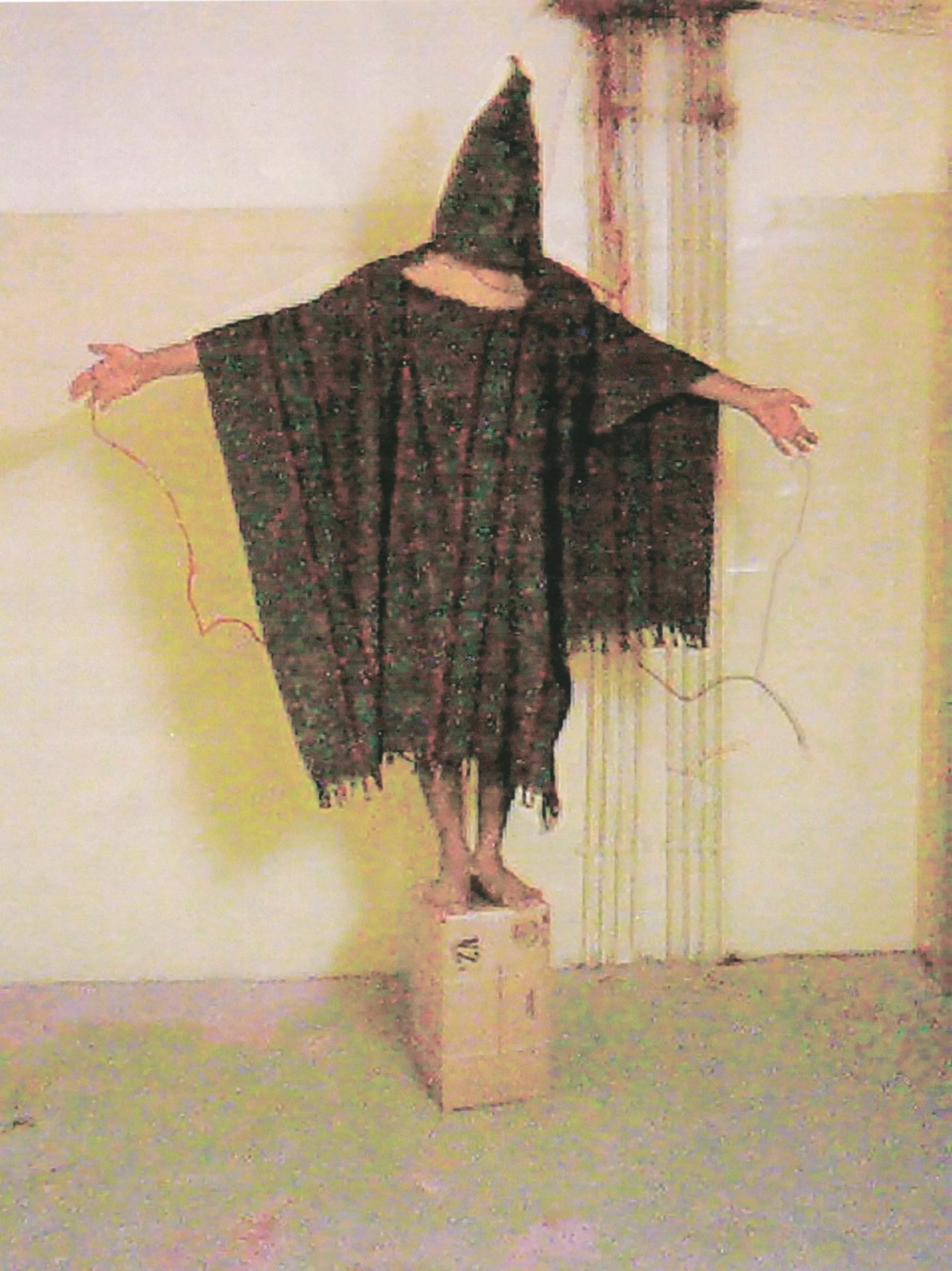
صورة سيئة السمعة لعبد الحسين سعد فالح أثناء تعذيبه في سجن أبو غريب، وهو يقف على صندوق وأسلاك متصلة بيديه.

- فضائح إساءة معاملة السجناء في العراق
  - تعذيب أبو غريب وإساءة معاملة السجناء
  - معسكر بوكا
  - معسكر كروبر
  - معسكر ناما
- هروب سجين من غزو العراق
- أسرى حرب العراق (الفئة)
  - أسرى الحرب الأميركيون في غزو العراق عام 2003
- عمليات السجون الأمريكية في حرب العراق
  - المعتقلون الأشباح
- لواء الذئب (العراق)

#### أساليب التعذيب
- أخضر نحاسي
- تقنيات الاستجواب المحسنة
- خمس تقنيات

### اللاجئون والنزوح الداخلي
- النازحون داخليًا في العراق
- لاجئو العراق
  - خروج الآشوريين من العراق
  - مخيم ديافاتا للاجئين
  - مخيم اللاجئين العراقيين، أذربيجان الغربية
- قائمة المشاريع

### العنف المستهدف
- العنف الطائفي في العراق
- العنف ضد الأكاديميين في العراق بعد الغزو

#### جرائم الحرب التي ارتكبها الجيش العراقي
- غارة على معسكر أشرف عام 2011

### مواضيع أخرى حول حقوق الإنسان
- نهب الآثار في العراق
- الأضرار التي لحقت ببغداد خلال حرب العراق
- استراتيجية الولايات المتحدة في القتل أو الأسر في العراق

## القانون وحرب العراق
- شرعية حرب العراق
- شرعية غزو العراق عام 2003

### القانون الدولي
- المحكمة الجنائية الدولية وغزو العراق عام 2003
- الولايات المتحدة والمحكمة الجنائية الدولية
  - تحالف المنظمات غير الحكومية الأمريكية من أجل المحكمة الجنائية الدولية
- بعثة الأمم المتحدة لمساعدة العراق (يونامي)

### صدام حسين
- القبض على صدام حسين (ديسمبر 2003)
- استجواب صدام حسين (2003-2004)
- محاكمة صدام حسين (2005-2006)
- إعدام صدام حسين (ديسمبر 2006)
  - ردود الفعل على إعدام صدام حسين

## الحكومات والانتخابات والاستفتاءات في حرب العراق

### الحكومات

#### حكومات العراق
- مجلس قيادة الثورة (1968-2003)
- سلطة الائتلاف المؤقتة (2003-2004)
  - مجلس الحكم العراقي (2003-2004)

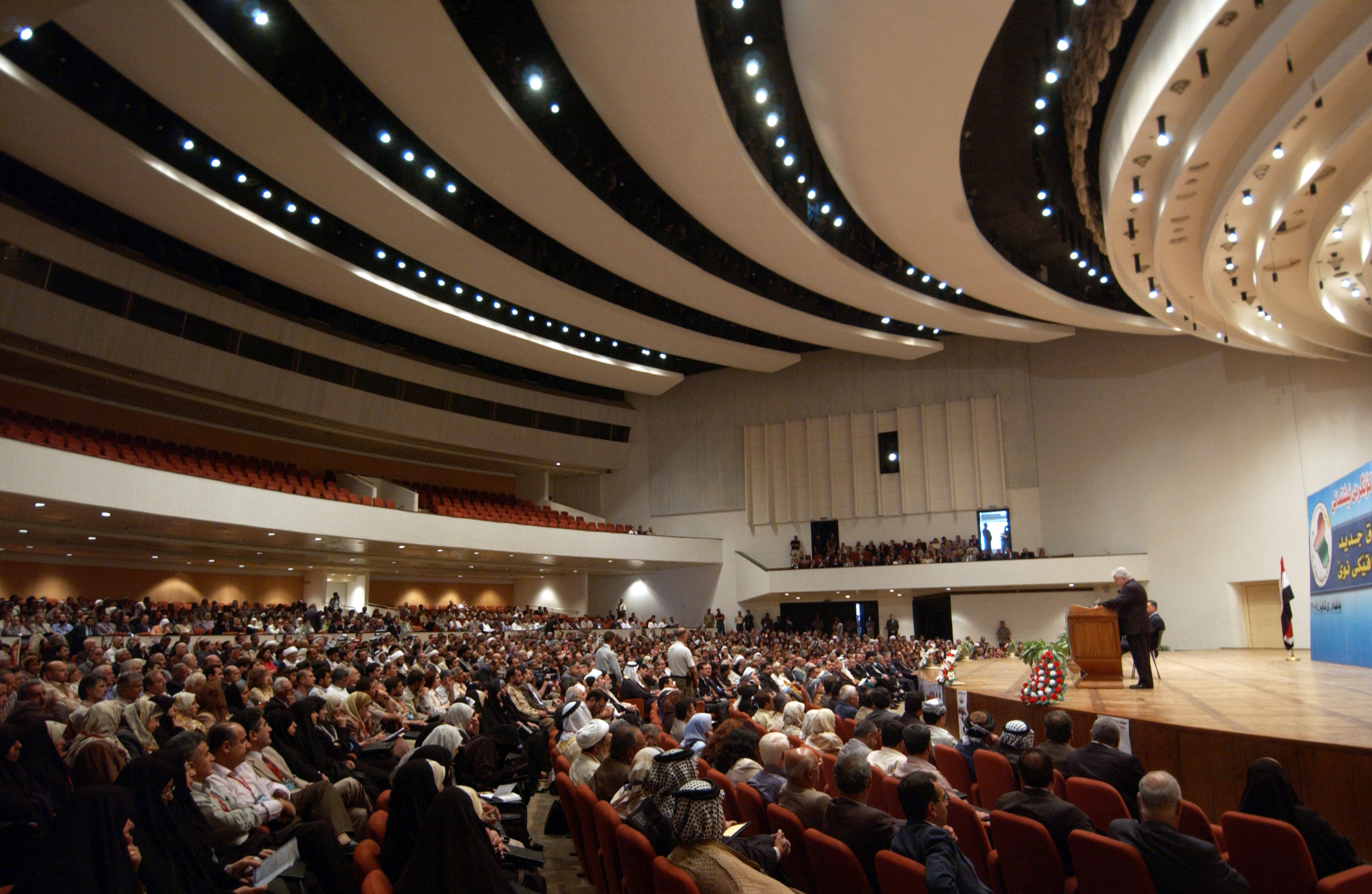
مجلس النواب العراقي يعقد اجتماعا في مركز المؤتمرات ببغداد، كانون الأول/ديسمبر 2008

- الحكومة العراقية المؤقتة (2004-2005)
- الحكومة الانتقالية العراقية (2005-2006)
- الحكومة الاتحادية العراقية (منذ عام 2006)
  - حكومات نوري المالكي ( 2006-2010، 2010-2014 )
    - تشكيل الحكومة العراقية عام 2006
    - تشكيل الحكومة العراقية 2010

#### حكومات المملكة المتحدة
- رئاسة توني بلير للوزراء (1997-2007)
- رئاسة جوردون براون للوزراء (2007-2010)
- رئاسة الوزراء في عهد ديفيد كاميرون (2010–2016)

#### حكومات الولايات المتحدة
- رئاسة جورج دبليو بوش (2001-2009)
- رئاسة باراك أوباما (2009–2017)

### الانتخابات والاستفتاءات

#### في العراق
- انتخابات المحافظات العراقية 2005
- الاستفتاء على الدستور العراقي 2005
  - دستور العراق
- الانتخابات البرلمانية العراقية في يناير 2005
- الانتخابات البرلمانية العراقية في ديسمبر 2005
- انتخابات المحافظات العراقية 2009
- الانتخابات البرلمانية العراقية 2010

#### في المملكة المتحدة
- الانتخابات العامة في المملكة المتحدة عام 2001
- الانتخابات العامة في المملكة المتحدة 2005
- الانتخابات العامة في المملكة المتحدة 2010

#### في الولايات المتحدة
- الانتخابات الرئاسية الأمريكية لعام 2000
- الانتخابات الرئاسية الأمريكية لعام 2004
- الانتخابات الرئاسية الأمريكية لعام 2008

## فضائح وخلافات حرب العراق
يتم ترتيب الفضائح والخلافات حسب الترتيب الزمني تقريبًا.

### الفضائح والخلافات الأمريكية
- حادثة نيران صديقة للسرب المقاتل رقم 190، البلوز والرويال
- وفاة ديفيد كيلي
- مذكرة قصف الجزيرة

### فضائح وخلافات أخرى
- تسريبات العراق، فنلندا
- حدث هود، تركيا

## آراء حول حرب العراق
- انتقادات لحرب العراق
- مواقف الشخصيات الدولية من غزو العراق عام 2003[الإنجليزية]
- ردود الفعل الدولية على مقدمة حرب العراق
- معارضة حرب العراق
- احتجاجات ضد حرب العراق
- الرأي العام في الولايات المتحدة حول غزو العراق
- مجلس الأمن التابع للأمم المتحدة وحرب العراق
- قائمة مقاومي حرب العراق

## روابط خارجية
- جدول زمني لحرب العراق – برنامج أخبار بي بي إس (7 مارس 2023)
- الوثائق الرسمية للسلطة الائتلافية المؤقتة – الوثائق الرسمية للسلطة الائتلافية المؤقتة، المحفوظة في جامعة شمال تكساس
- موقع تعداد جثث العراقيين